# Leps
Leps este o comună din landul Saxonia-Anhalt, Germania.